# Crithagra frontalis
Il venturone occidentale (Crithagra frontalis (Reichenow, 1904)) è un uccello passeriforme della famiglia dei Fringillidi.

## Etimologia
Il nome scientifico della specie, frontalis, deriva dal latino e significa "frontale", in riferimento al pattern di colorazione facciale.

## Descrizione

### Dimensioni
Misura 11–12 cm di lunghezza, per un peso di 10-15 g.

### Aspetto
Si tratta di uccelletti dall'aspetto slanciato, muniti di testa arrotondata, becco conico, ali allungate e coda dalla punta lievemente forcuta: l'aspetto è nel complesso estremamente simile a quello dell'affine venturone abissino, rispetto al quale questi uccelli differiscono specialmente per il becco più lungo ed assottigliato.
Il piumaggio presenta dimorfismo sessuale ben evidente: i maschi, infatti, presentano colorazione verde-oliva su fronte, calotta, nuca, guance, dorso e groppa, mentre il sopracciglio, il petto, i fianchi ed il ventre sono di colore giallo, il sottocoda è bianco e ali e coda presentano penne nere con orli gialli, mentre faccia e gola sono nere. Le femmine mancano invece dei disegni gialli e neri facciali e di gran parte del giallo ventrale (sostituito dal verde oliva dorsale), col ventre che si presenta uniforme e non screziato come nelle assai simili femmine del già citato venturone abissino e del venturone meridionale. In ambedue i sessi il becco è grigiastro con punta più scura, le zampe sono di color carnicino e gli occhi sono bruni.

## Biologia
Si tratta di uccelletti dalle abitudini essenzialmente diurne, che si muovono da soli, in coppie o al più in piccoli gruppi familiari, passando la maggior parte della giornata alla ricerca di cibo al suolo o fra i rami.

### Alimentazione
Questi uccelli presentano dieta prevalentemente granivora, basata su semi di piante erbacee ma comprendente anche germogli, bacche, frutti ed altro materiale di origine vegetale, nonché saltuariamente anche insetti, larve ed altri piccoli invertebrati.

### Riproduzione
La specie nidifica molto verosimilmente durante tutto l'anno. Si tratta di uccelli monogami, in cui i maschi corteggiano le femmine cantando incessantemente da posatoi in evidenza e seguendo le eventuali interessate con le ali semiaperte e tenute verso il basso e la coda tenuta alzata.
Il nido, a forma di coppa, viene costruito dalla sola femmina intrecciando fibre vegetali alla biforcazione di un ramo: la cova delle 3-6 uova è anch'essa a carico della sola femmina, col maschio che staziona di guardia nei pressi del nido e reperisce il cibo per sé e per la compagna. Le uova schiudono dopo circa due settimane di cova: i pulli, ciechi ed implumi alla schiusa, vengono imbeccati e accuditi da ambedue i genitori e sono in grado d'involarsi attorno alle tre settimane di vita, pur rimanendo nei pressi del nido ancora per qualche giorno prima di disperdersi.

## Distribuzione e habitat
L'areale di questa specie abbraccia gran parte del Congo orientale, oltre che l'Uganda centro-meridionale, la Tanzania occidentale e lo Zambia nord-orientale: recentemente ne è stata individuata una popolazione anche in Kenya sud-occidentale.
L'habitat del venturone occidentale è rappresentato dalle radure e dalle aree erbose delle foreste.

## Sistematica
Alcuni autori considererebbero questi uccelli una superspecie o addirittura conspecifici con gli affini venturone abissino e venturone meridionale, coi quali tuttavia sussistono differenze sia di carattere morfologico che nella struttura del canto.